# Хирам I (царь Сидона)
Хирам I (финик. 𐤇𐤓𐤌, Hi-ru-mu) — царь Сидона (около 773—761 до н. э.).

## Биография
О Хираме I известно очень мало. Его существование устанавливается только по одному упоминанию в клинописной надписи из Ассирии. В ней сообщается о выплате в первой половине VIII века до н. э. правителем Сидона по имени «Хиром» дани ассирийцам.
В ассирийских анналах в IX—VIII веках до н. э. несколько раз упоминается о выплате сидонянами дани властителям Ассирии: в 877 или 876 году до н. э. Ашшурнацирапалу II, в 858 и 838 годах до н. э. Салманасару III и в 802 или 796 году до н. э. Адад-нирари III. Однако во всех этих случаях сообщается только о «народе Сидона», а имена сидонских царей не называются. Предыдущим известным по имени царём Сидона был Аннива, правивший в XIII веке до н. э. Правление Хирама I датируется первой половиной VIII века до н. э. Возможно, оно должно относиться приблизительно к 773—761 годам до н. э.
По мнению некоторых востоковедов, в IX веке до н. э. Сидоном правили тирские цари Итобаал I и Баалезор II. Возможно, и Хирам Сидонский также мог быть правителем этих двух городов. В этом случае, его предшественником на тирском престоле должен был быть Пигмалион или некий «Баал из Тира», известный только по одой надписи, найденной в горах Ливана.
Также точно неизвестно, кто был непосредственным преемником Хирама I на престоле. Следующим достоверно известным сидонским царём был Хирам II, также владевший Тиром. Некоторые историки отождествляют Хирама I Сидонского с Хирамом II Тирским, но для этого нет достаточных оснований.